# Xã Cass, Quận Greene, Indiana
Xã Cass (tiếng Anh: Cass Township) là một xã thuộc quận Greene, tiểu bang Indiana, Hoa Kỳ. Năm 2010, dân số của xã này là 358 người.